# Притерпа (Осиповичский район)
Притерпа (бел. Прыцерпа; лат. Prycierpa) — деревня в Осиповичском районе Могилёвской области. Входит в Свислочский сельсовет (до 2018 года входила в Гродзянский сельсовет).

## География
Деревня расположена на берегу Каменки в правобережной пойме Березины на границе с Минской областью, в 32 км к северо-востоку от города Осиповичи, в 45 км к северу от Бобруйска, в 100 км к юго-западу от Могилёва и в 100 км к юго-востоку от Минска.
Рядом с деревней проходит автодорога Березино — Бобруйск. На юге к деревне примыкает лесной массив.
В 1-1,5 км к северу находится одноимённая деревня Притерпа (Березинский район Минской области).

## История
Название деревни происходит от старого названия реки Притерпа (приток Березины), которая сейчас называется Каменка.
- 1857 год: хутор в составе Погорельской волости Игуменского уезда Минской Губернии.
- 1897 год: застенок.
- 1909 год: застенок в четвертом стане Погорельской волости, ближайшая почтовая станция в местечке Свислочь.
- 1924 год: урочище в Погорельской волости Червенского уезда БССР
- 1926 год: в Яновском Национальном Польском сельсовете Свислочского района Бобруйского округа.

## Население
- 1857 год — 38 прихожан католического прихода: прихожане «поляки», сословия «дворяне и однодворцы»
- 1887 год — 92 жителя, 12 дворов[3]
- 1907 год — 10 дворов и 25 дворов выселены на хуторах.[3]
- 1909 год — 42 жителя, 10 дворов[4]
- 1917 год — 114 жителей, 15 дворов: 100 «белоруссы», 14 «поляки».[3]
- 1926 год — 140 жителей, 20 дворов.[5]
- 1940 год — 33 двора.[3]
- 1959 год — 132 жителя.[3]
- 1970 год — 80 жителей.[3]
- 1986 год — 35 жителей, 18 хозяйств.[3]
- 2002 год — 11 жителей, 10 хозяйств.[3]
- 2009 год — 5 жителей